# چغان
چغان، روستایی در دهستان چغان بخش مرکزی شهرستان جویم در استان فارس ایران است. این روستا، مرکز دهستان چغان است.

## جمعیت
بر پایه سرشماری عمومی نفوس و مسکن در سال ۱۳۹۵، جمعیت این روستا برابر با ۱٬۶۳۰ نفر (۳۹۴ خانوار) بوده‌است.